# Marquesado de la Torrecilla
El marquesado de la Torrecilla es un título nobiliario español, creado el 30 de junio de 1688 por el rey Carlos II, con el vizcondado previo de la Torrecilla, a favor de Félix Ventura de Aguerri y Rivas, II marqués de Valdeolmos.
El rey Alfonso XII concedió a este título la grandeza de España el 22 de marzo de 1875 siendo Narciso de Salabert y Pinedo, VII marqués de la Torrecilla.
La creación de este título, y la del marquesado de Valdeolmos (concedido después al padre de Félix), fue consecuencia de una transacción con la Real Hacienda, a cambio de cancelar las deudas que esta tenía con los Aguerri, resultado de su actividad de asentistas del rey.
La denominación del título alude a la localidad de Latorrecilla en la provincia de Huesca, Aragón.

## Marqueses de la Torrecilla
|                        | Titular                                                         | Periodo                |
| Creación por Carlos II | Creación por Carlos II                                          | Creación por Carlos II |
| ---------------------- | --------------------------------------------------------------- | ---------------------- |
| I                      | Félix Ventura de Aguerri y Rivas                                | 1688-¿?                |
| II                     | Josefa Teresa de Aguerri y Rivas                                | ¿?-1704                |
| III                    | Félix de Salabert y Aguerri                                     | 1704-1762              |
| IV                     | Félix de Salabert y Rodríguez de los Ríos                       | 1762-1790              |
| V                      | Félix María de Salabert y O'Brien                               | 1790-1807              |
| VI                     | Manuel de Salabert y Torres                                     | 1807-1834              |
| VII                    | Narciso de Salabert y Pinedo                                    | 1834-1885              |
| VIII                   | Andrés Avelino de Salabert y Arteaga                            | 1885-1925              |
| IX                     | Casilda Remigia de Salabert y Arteaga                           | 1926-1936              |
| X                      | Luis Jesús Fernández de Córdoba y Salabert                      | 1936/1952-1956         |
| XI                     | Victoria Eugenia Fernández de Córdoba y Fernández de Henestrosa | 1959-2013              |
| XII                    | Victoria Elisabeth von Hohenlohe-Langenburg                     | desde 2018             |

## Historia de los marqueses de la Torrecilla
- Félix Ventura de Aguerri y Rivas, I marqués de la Torrecilla[5] y II marqués de Valdeolmos.[6]

Le sucedió su hermana:
- Josefa Teresa de Aguerri y Rivas (Zaragoza, ¿?-11 de junio de 1704), II marquesa de la Torrecilla[5] y III marquesa de Valdeolmos.[6]

Casó, el 25 de mayo de 1670. con Manuel Félix de Salabert y Sora, del Consejo de S.M. en la Contaduría Mayor de Hacienda, infanzón, natural de Borja, hijo de Juan Tomás Ignacio de Salabert y Ruiz de Castilla y Urriés —hijo de Domingo Agustín de Salabert y Esteban y de Teodora Ruiz de Castilla y Urriés y Felices—, y de su esposa Antonia Luisa de Sora y Esteban. Le sucedió su hijo:
- Félix de Salabert y Aguerri (Zaragoza, 17 de mayo de 1689-noviembre de 1762), III marqués de la Torrecilla,[8] IV marqués de Valdeolmos,[6] regidor perpetuo de Madrid y caballero de Santiago.

Casó con María Eugenia Rodríguez de los Ríos y Bueno, hija de Francisco Esteban Rodríguez de los Ríos, I marqués de Santiago, del Consejo de S.M. en la Contaduría Mayor de Hacienda, y de María Bueno y Mansilla, su primera mujer, naturales de Madrid. El marqués de Santiago era socio del I marqués de Valdeolmos, y como él asentista y tesorero de Rentas Reales. Sucedió su hijo:
- Félix de Salabert y Rodríguez de los Ríos (1716-6 de enero de 1790), IV marqués de la Torrecilla,[8] V marqués de Valdeolmos,[6] regidor perpetuo de Madrid, caballero de Santiago, mayordomo del rey, ministro de capa y espada, decano em el Consejo de Hacienda.[9]

Casó, el 31 de marzo de 1739, con la malagueña de origen irlandés Isabel O'Brien y O'Connor-Phaly (m. 1776), II condesa de Ofalia y camarista de la reina madre. Le sucedió su hijo:
- Félix María de Salabert y O'Brien y O'Connor-Phaly (1775-10 de enero de 1807), V marqués de la Torrecilla,[8] VI marqués de Valdeolmos,[6] III conde de Ofalia, mayordomo del rey y miembro del Consejo de Hacienda.[8]

Casó, el 10 de enero de 1807, con Petra Rosa de Torres Feloaga Ponce de León, marqueses de Navahermosa. Le sucedió su hijo:
- Manuel de Salabert y Torres (Madrid, 18 de diciembre de 1779-Madrid, 22 de julio de 1834), VI marqués de la Torrecilla,[8] VII marqués de Valdeolmos,[6] VII marqués de Navahermosa y VII vizconde de Linares.[10]

Casó, el 14 de septiembre de 1829, con María Casilda de Pinedo y Huici. Le sucedió su hijo:
- Narciso de Salabert y Pinedo (12 de julio de 1830-París, 25 de noviembre de 1885), VII marqués de la Torrecilla,[8] VIII marqués de Valdeolmos,[6] VIII marqués de Navahermosa,[10] VIII marqués de la Torre de Esteban Hambrán,[10] VIII vizconde de Linares,[10] X conde de Aramayona,[10] VI conde de Ofalia.

Casó, 26 de noviembre de 1857, con María Josefa de Arteaga y Silva, hija de Andrés Avelino de Arteaga y Lazcano Palafox, VII marqués de Valmediano. Le sucedió su hijo:
- Andrés Avelino de Salabert y Arteaga (1864-24 de febrero de 1925),VIII marqués de la Torrecilla,[8] X duque de Ciudad Real, IX marqués de Navahermosa, XI conde de Aramayona, y IX vizconde de Linares. Fue mayordomo mayor de palacio y caballero de la Orden del Toisón de Oro.[8]

Soltero, sin descendientes, le sucedió su hermana:
- Casilda Remigia de Salabert y Arteaga (1858-19 de diciembre de 1936), IX marquesa de la Torrecilla,[8] XI duquesa de Ciudad Real, IX marquesa de Navahermosa, XI condesa de Aramayona, VII condesa de Ofalia, VIII vizcondesa de Linares.

Casó, en primeras nupcias, el 23 de noviembre de 1878, con Luis María Fernández de Córdoba y Pérez de Barradas, XVI duque de Medinaceli, XV duque de Feria, XIV duque de Alcalá de los Gazules, XVI duque de Segorbe, XVII duque de Cardona, XII duque de Camiña, VI duque de Santisteban del Puerto etc.
Contrajo un segundo matrimonio, el 24 de marzo de 1884, con Mariano Fernández de Henestrosa y Ortiz de Mioño, I duque de Santo Mauro, IV conde de Estradas. Le sucedió, de su primer matrimonio, su hijo:
- Luis Jesús Fernández de Córdoba y Salabert (1880-1956), X marqués de la Torrecilla,[8] XII duque de Ciudad Real, XVII duque de Medinaceli,[11] XVI duque de Feria, XV duque de Alcalá de los Gazules, XVII duque de Segorbe, XVIII duque de Cardona, XIII duque de Camiña, XV duque de Lerma VII duque de Santisteban del Puerto, III duque de Denia, III duque de Tarifa, X marqués de Navahermosa, etc.

Casó, en primeras nupcias, el 5 de junio de 1911, con Ana María Fernández de Henestrosa y Gayoso de los Cobos. Contrajo un segundo matrimonio, el 22 de diciembre de 1939, con María de la Concepción Rey y Pablo-Blanco. Le sucedió, de su primer matrimonio, su hija:
- Victoria Eugenia Fernández de Córdoba y Fernández de Henestrosa (Madrid, 1917-2013), XI marquesa de la Torrecilla,[8] XVIII duquesa de Medinaceli,[11] etc.

Casó, el 12 de octubre de 1938, con Rafael de Medina y de Vilallonga. Le sucedió su bisnieta, hija de Marco de Hohenlohe-Langenburg y Medina, XIX duque de Medinaceli —hijo de Ana Medina y Fernández de Córdoba, IX condesa de Ofalia y XIII marquesa de Navahermosa, y de su primer esposo, el príncipe Maximiliano Hohenlohe-Langenburg e Iturbe—, y de Sandra Schmidt-Polex:
- Victoria de Hohenlohe-Langenburg y Schmidt-Polex (n. Málaga, 9 de marzo de 1999), XII marquesa de Torrecilla,[1][12] XX duquesa de Medinaceli,[12] etc.

Casó, el 15 de octubre de 2023, en Jerez de la Frontera, con Maxime Corneille.